# Japanse papegaaiduif
De Japanse papegaaiduif (Treron sieboldii) is een vogel uit de familie Columbidae (duiven). Deze vogel is genoemd naar de Nederlandse arts en verzamelaar van Japanse flora en fauna Philipp Franz von Siebold.

## Verspreiding en leefgebied
Deze soort komt voor van Japan tot Zuidoost-Azië en telt vier ondersoorten:
- T. s. sieboldii: Japan en oostelijk China.
- T. s. fopingensis: oostelijk Sichuan en zuidelijk Shaanxi (centraal China).
- T. s. sororius: Taiwan.
- T. s. murielae: het zuidelijke deel van Centraal-China, noordelijk en centraal Vietnam en noordelijk Thailand.

## Externe link

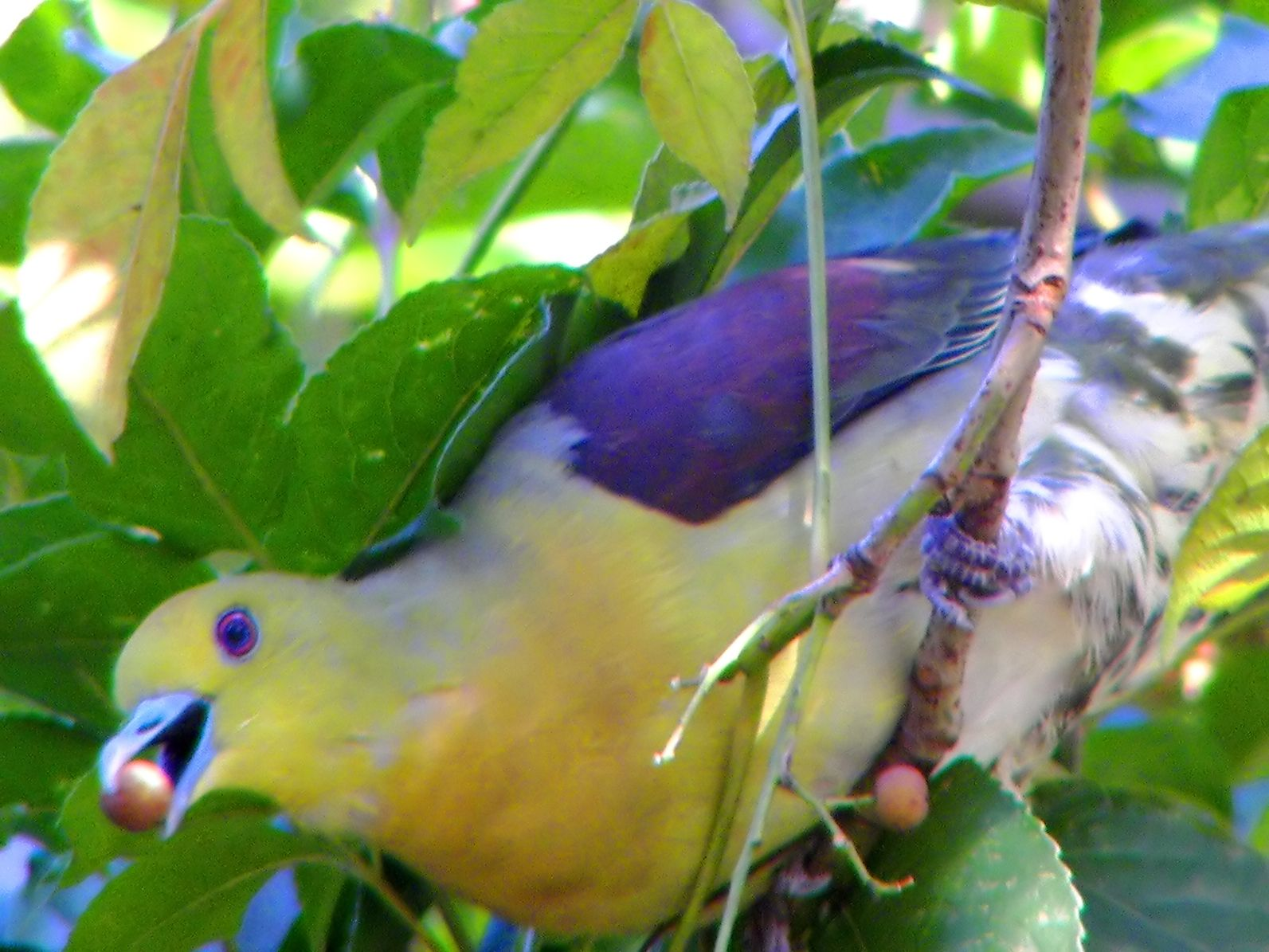